# Michael Kling
Michael Kling (* 25. September 1972 in Mainz) ist Professor für Bürgerliches Recht, Handels- und Wirtschaftsrecht, Europarecht sowie Gewerblichen Rechtsschutz an der Philipps-Universität Marburg.

## Leben
Von 1993 bis 1998 studierte Rechtswissenschaften an der Johannes Gutenberg-Universität Mainz. Nach dem ersten juristischen Staatsexamen 1998, der Promotion 2000 zum Thema „Die Zulässigkeit vergabefremder Regelungen“ bei Meinrad Dreher und dem zweiten juristischen Staatsexamen in Mainz 2001 war er von 2002 bis 2008 wissenschaftlicher Assistent am Lehrstuhl für Bürgerliches Recht, Handels- und Wirtschaftsrecht, Europarecht sowie Rechtsvergleichung (Meinrad Dreher). Nach der Habilitation 2008 zum Thema „Sprachrisiken im Privatrechtsverkehr“ und der Erteilung der venia legendi für Bürgerliches Recht, Handels- und Wirtschaftsrecht, Europarecht sowie Versicherungsrecht übernahm er 2009 die Professur für Bürgerliches Recht, Handels- und Wirtschaftsrecht, Europarecht sowie Gewerblichen Rechtsschutz an der Philipps-Universität Marburg. 2010 lehnt er einen Zweitruf an die Friedrich-Schiller-Universität Jena ab. Von 2014 bis 2016 war er Prodekan des Fachbereichs Rechtswissenschaften. Er ist Mitglied des Vorstands des Marburger Genossenschaftsinstituts (ifG Marburg).

## Schriften
- mit Stefan Thomas: Grundkurs Wettbewerbs- und Kartellrecht. München 2004, ISBN 3-406-51410-3.
- mit Meinrad Dreher: Die wettbewerbsrechtliche Beurteilung der Abwerbung von Versicherungsvertretern. Karlsruhe 2005, ISBN 3-89952-221-4.
- Sprachrisiken im Privatrechtsverkehr. Die wertende Verteilung sprachenbedingter Verständnisrisiken im Vertragsrecht. Tübingen 2008, ISBN 978-3-16-149777-3.
- mit Stefan Thomas: Kartellrecht. München 2016, ISBN 3-8006-4683-8.